# 馬場 (横浜市)
馬場（ばば）は、神奈川県横浜市鶴見区の地名。現行行政地名は馬場一丁目から馬場七丁目。住居表示実施済み。1974年（昭和49年）8月19日に廃止となった馬場町（ばばちょう）についてもについてもこの項で述べる。

## 地理
鶴見区の南西部に位置し、北西に上の宮一丁目、北に北寺尾一丁目・四丁目・五丁目・六丁目・七丁目、東と南に東寺尾一丁目・二丁目・六丁目、南西に神奈川区松見町、西寺尾一丁目、西に港北区菊名三丁目・四丁目と接している。

### 面積
面積は以下の通りである。
| 丁目       | 面積（km²}） |
| ---------- | ------------ |
| 馬場一丁目 | 0.193        |
| 馬場二丁目 | 0.232        |
| 馬場三丁目 | 0.260        |
| 馬場四丁目 | 0.220        |
| 馬場五丁目 | 0.116        |
| 馬場六丁目 | 0.127        |
| 馬場七丁目 | 0.213        |
| 計         | 1.361        |

### 地価
住宅地の地価は、2025年（令和7年）1月1日の公示地価によれば、馬場4-2-11の地点で22万円/m²となっている。

## 歴史

### 沿革
かつて横浜市に編入前のこの場所は、橘樹郡旭村大字馬場であった。
馬場町
- 1927年（昭和2年）4月1日 - 横浜市に編入。横浜市馬場町となる[7]。
- 1927年（昭和2年）10月1日 - 横浜市の区制施行により、鶴見区を新設。横浜市鶴見区馬場町となる[8]。
- 1929年（昭和4年）9月1日 - 耕地整理に伴い、馬場町の一部を鶴見町へ編入[8]。
- 1937年（昭和12年）11月1日 - 耕地整理に伴い、馬場町の一部を下末吉町、北寺尾町へ編入[9]。
- 1939年（昭和14年）1月20日 - 耕地整理に伴い、北寺尾町、東寺尾町との境界を変更する[10]。
- 1951年（昭和26年）7月10日 - 土地区画整理事業に伴い、東寺尾町との境界を変更する[11]。
- 1959年（昭和34年）1月1日 - 神奈川区西寺尾町の一部を馬場町に編入、東寺尾町との境界を変更する[11]。
- 1960年（昭和35年）3月25日 - 耕地整理に伴い、北寺尾町の一部を馬場町に編入、東寺尾町との境界を変更する[12]。
- 1960年（昭和35年）4月1日 - 東寺尾町の一部を馬場町に編入[13]。
- 1962年（昭和37年）4月24日 - 土地改良事業に伴い、神奈川区西寺尾町の一部を馬場町に編入[13]。
- 1963年（昭和38年）10月16日 - 土地区画整理事業に伴い、馬場町の一部を神奈川区松見町へ編入[14]。
- 1972年（昭和47年）6月5日 - 住居表示の実施に伴い、馬場町の一部を東寺尾一丁目、東寺尾二丁目、東寺尾六丁目、馬場一丁目、馬場二丁目、馬場三丁目、馬場四丁目、北寺尾一丁目、東寺尾北台、神奈川区西寺尾町へ編入[15]。
- 1974年（昭和49年）8月19日 - 住居表示の実施に伴い、馬場町の一部を北寺尾三丁目、北寺尾四丁目、北寺尾五丁目、北寺尾六丁目、北寺尾七丁目、上の宮一丁目、馬場一丁目、馬場五丁目、馬場六丁目、馬場七丁目、港北区菊名町へ編入。同時に馬場町は廃止となる[16]。

馬場
- 1972年（昭和47年）6月5日 - 住居表示の実施に伴い、東寺尾町、馬場町、北寺尾町、神奈川区西寺尾町の各一部を分離し、馬場一丁目から馬場四丁目を新設[15]。
- 1974年（昭和49年）8月19日 - 住居表示の実施に伴い、北寺尾町、馬場町の各一部を分離し、馬場五丁目から馬場七丁目を新設、馬場一丁目に編入[16]。

### 町名の変遷
| 実施後     | 実施年月日                | 実施前（各町名ともその一部）                          |
| ---------- | ------------------------- | ----------------------------------------------------- |
| 馬場一丁目 | 1972年（昭和47年）6月5日  | 東寺尾町、馬場町 北寺尾町、神奈川区西寺尾町（各一部） |
| 馬場一丁目 | 1974年（昭和49年）8月19日 | 馬場町（一部）                                        |
| 馬場二丁目 | 1972年（昭和47年）6月5日  | 馬場町（一部）                                        |
| 馬場三丁目 | 1972年（昭和47年）6月5日  | 東寺尾町、馬場町（各一部）                            |
| 馬場四丁目 | 1972年（昭和47年）6月5日  | 東寺尾町、馬場町（各一部）                            |
| 馬場五丁目 | 1974年（昭和49年）8月19日 | 北寺尾町、馬場町（各一部）                            |
| 馬場六丁目 | 1974年（昭和49年）8月19日 | 北寺尾町、馬場町（各一部）                            |
| 馬場七丁目 | 1974年（昭和49年）8月19日 | 北寺尾町、馬場町（各一部）                            |

## 世帯数と人口
2025年（令和7年）6月30日現在（横浜市発表）の世帯数と人口は以下の通りである。
| 丁目       | 世帯数    | 人口     |
| ---------- | --------- | -------- |
| 馬場一丁目 | 1,193世帯 | 2,374人  |
| 馬場二丁目 | 1,351世帯 | 2,882人  |
| 馬場三丁目 | 1,204世帯 | 2,682人  |
| 馬場四丁目 | 1,245世帯 | 2,755人  |
| 馬場五丁目 | 892世帯   | 1,894人  |
| 馬場六丁目 | 776世帯   | 1,836人  |
| 馬場七丁目 | 1,008世帯 | 2,179人  |
| 計         | 7,669世帯 | 16,582人 |

### 人口の変遷
国勢調査による人口の推移。
| 年                 | 人口   |
| ------------------ | ------ |
| 1995年（平成7年）  | 16,241 |
| 2000年（平成12年） | 15,950 |
| 2005年（平成17年） | 16,232 |
| 2010年（平成22年） | 16,382 |
| 2015年（平成27年） | 16,225 |
| 2020年（令和2年）  | 16,603 |

### 世帯数の変遷
国勢調査による世帯数の推移。
| 年                 | 世帯数 |
| ------------------ | ------ |
| 1995年（平成7年）  | 5,956  |
| 2000年（平成12年） | 6,048  |
| 2005年（平成17年） | 6,289  |
| 2010年（平成22年） | 6,526  |
| 2015年（平成27年） | 6,656  |
| 2020年（令和2年）  | 7,148  |

## 学区
市立小・中学校に通う場合、学区は以下の通りとなる（2024年11月時点）。
| 丁目       | 番・番地等                             | 小学校               | 中学校               |
| ---------- | -------------------------------------- | -------------------- | -------------------- |
| 馬場一丁目 | 全域                                   | 横浜市立馬場小学校   | 横浜市立上の宮中学校 |
| 馬場二丁目 | 全域                                   | 横浜市立馬場小学校   | 横浜市立上の宮中学校 |
| 馬場三丁目 | 全域                                   | 横浜市立上寺尾小学校 | 横浜市立寺尾中学校   |
| 馬場四丁目 | 1番〜31番7号 31番9〜21号 36番          | 横浜市立上寺尾小学校 | 横浜市立寺尾中学校   |
| 馬場四丁目 | 31番8・22 32〜35番 37〜40番            | 横浜市立旭小学校     | 横浜市立寺尾中学校   |
| 馬場五丁目 | 全域                                   | 横浜市立旭小学校     | 横浜市立寺尾中学校   |
| 馬場六丁目 | 5〜7番 8番2号 11番1号 11番29号〜25番   | 横浜市立旭小学校     | 横浜市立寺尾中学校   |
| 馬場六丁目 | 1〜4番 8番1号 8番3号〜10番 11番2〜28号 | 横浜市立馬場小学校   | 横浜市立上の宮中学校 |
| 馬場七丁目 | 2〜30番                                | 横浜市立馬場小学校   | 横浜市立上の宮中学校 |
| 馬場七丁目 | 1番                                    | 横浜市立菊名小学校   | 横浜市立上の宮中学校 |

## 事業所
2021年（令和3年）現在の経済センサス調査による事業所数と従業員数は以下の通りである。
| 丁目       | 事業所数  | 従業員数 |
| ---------- | --------- | -------- |
| 馬場一丁目 | 76事業所  | 371人    |
| 馬場二丁目 | 43事業所  | 323人    |
| 馬場三丁目 | 51事業所  | 603人    |
| 馬場四丁目 | 61事業所  | 373人    |
| 馬場五丁目 | 23事業所  | 148人    |
| 馬場六丁目 | 13事業所  | 121人    |
| 馬場七丁目 | 33事業所  | 254人    |
| 計         | 300事業所 | 2,193人  |

### 事業者数の変遷
経済センサスによる事業所数の推移。
| 年                 | 事業者数 |
| ------------------ | -------- |
| 2016年（平成28年） | 279      |
| 2021年（令和3年）  | 300      |

### 従業員数の変遷
経済センサスによる従業員数の推移。
| 年                 | 従業員数 |
| ------------------ | -------- |
| 2016年（平成28年） | 1,824    |
| 2021年（令和3年）  | 2,193    |

## 交通
- 首都高速道路 神奈川7号横浜北線
  - 馬場出入口

## 施設
- 横浜市立東高等学校
- 横浜市立上寺尾小学校
- 横浜市立馬場小学校
- 馬場花木園[26]
- 横浜馬場郵便局[27]
- 鶴見配水池

## 史跡
- 寺尾城 (横浜市)

## その他

### 日本郵便
- 郵便番号 : 230-0076[3]（集配局：鶴見郵便局[28]）

### 警察
町内の警察の管轄区域は以下の通りである。
| 丁目       | 番・番地等 | 警察署     | 交番・駐在所 |
| ---------- | ---------- | ---------- | ------------ |
| 馬場一丁目 | 全域       | 鶴見警察署 | 向谷交番     |
| 馬場二丁目 | 全域       | 鶴見警察署 | 向谷交番     |
| 馬場三丁目 | 全域       | 鶴見警察署 | 向谷交番     |
| 馬場四丁目 | 全域       | 鶴見警察署 | 東寺尾交番   |
| 馬場五丁目 | 全域       | 鶴見警察署 | 東寺尾交番   |
| 馬場六丁目 | 全域       | 鶴見警察署 | 東寺尾交番   |
| 馬場七丁目 | 全域       | 鶴見警察署 | 向谷交番     |